# Полиция будущего
«Полиция будущего» (яп. 機動警察パトレイバー кидо: кэйсацу паторэйба:, Mobile Police Patlabor) — манга и аниме-франшиза, созданная группой Headgear при поддержке разных анимационных студий. В группу входит режиссёр Мамору Осии, писатель Кадзунори Ито, дизайнер мехи — Ютака Идзубути, дизайнер персонажей — Акэми Такада и мангака — Юки Масами. Манга начала выпускаться с 1988 года, всего выпущено 22 тома.
По мотивам манги были выпущены: 2 OVA-сериала, 1 аниме-сериал, 3 полнометражных мультфильма и 1 фильм-пародия Minipato (яп. ミニパト). Помимо темы управления роботами, в произведениях затрагиваются политические, экологические и идеологические вопросы, а одним из ключевых моментов является страх того, что механические устройства могут обрести разум и массово восстать против человечества. Согласно опросу, проведенному в 2007 году Агентством по делам культуры, занимает 27-е место среди лучших аниме всех времен.
Манга получила 38 премию Shogakukan, как лучшее сёнэн-произведение 1991 года.

## Сюжет
Действие происходит в футуристических 1998—2002 годах. Всю тяжёлую работу теперь выполняют гигантские роботы — «Лейборы». Департамент Токийской полиции также повсеместно использует лейборов, которые управляются пилотами и работниками департамента, для борьбы с ворами и преступниками, использующими лейборов нелегально. Главными героями становятся члены второй дивизии второй секции токийской полиции или просто «SV2».

## Персонажи
Киити Гото (яп. 後藤 喜一 Гото: Киити) — начальник 2 отдела. Родился в Тайто, районе Токио. Способный и политически подкованный полицейский, хороший стратег, одновременно и очень жестокий, не щадит своих подчинённых. Много курит, занимается спортом, нередко с своём офисе расхаживает в традиционном японском костюме. Киити влюблён в Синобу, однако та не обращает на это внимания.
Сэйю: Рюсукэ Обаяси
Ноа Идзуми (яп. 泉 野明 Идзуми Ноа) — главная героиня истории и член 2 отдела. Молодая девушка с рыжими волосами, очень импульсивная и жизнерадостная, но не настолько сильно, как Ота. Называет свой лейбор — «Альфонс», таким именем в прошлом она называла домашнюю собаку, а позже кошку. Считается лучшим пилотом второй дивизии. Склонна много пить, но и выходит быстро из похмелья, её семья работает в винном магазине.
Сэйю: Миина Томинага
Асума Синохара (яп. 篠原 遊馬 Синохара Асума) — становится полицейским в команде SV2 после ссоры с отцом. В OVA серии из-за того, что отец утверждал, что Асума слишком безответственен и на зло отцу становится полицейским. Умный и честный до отказа, порой вспыльчивый. Правая рука Гото, который признаёт в нём большой талант. Высококвалифицированный рабочий пилот, даже лучше, чем Ота.
Сэйю: Тосио Фурукава
Хироми Ямадзаки (яп. 山崎 ひろみ Ямадзаки Хироми) — изначально хотел, как и его отец заниматься рыбалкой, но не смог из-за морской болезни. Позже становится полицейским в команде SV2. Однако из-за своего большого размера, не может вмещаться в кабину лейбора и поэтому стал водителем авианосца. Обладает огромной физической силой.
Сэйю: Дайсукэ Гори
Исао Ота (яп. 太田 功 О:та Исао) — полицейский, переполненный энтузиазмом. Всё время подталкивает остальных членов второго отряда на новые идеи. Делает прежде, чем думает. Несмотря на свой взрывной непредсказуемый характер, он хороший полицейский, в поле битвы один из немногих, кто сохраняет рассудок, являясь таким образом идеальным бойцом. Другие члены команды любят подшучивать над его характером.
Сэйю: Митихиро Икэмидзу
Канука Клэнси (яп. 香貫花・クランシー Канука Куранси:) — временный член команды SV2. Прибыла с поручением от полиции Нью-Йорка, чтобы изучить лейборов для создания аналогов в Нью-йорке. Её навыки пилота лучше, чем у Оты. Родилась на Гавайях.
Сэйю: Ё Иноуэ
Такэо Кумагами (яп. 熊耳 武緒 Кумагами Такэо) — заменяет Клэнси, ранее тренировалась и работала в полиции Гонконга. Спокойная и самоуверенная. Владеет боевыми искусствами и устраивала спарринги с остальными членами команды. Её слабость — страх перед сверх-естественным, так она может запросто перепугаться по полуобморочного состояния.
Сэйю: Кэйко Ёкодзава
Микиясу Синси (яп. 進士 幹泰 Синси Микиясу) — член команды SV2, женат и остаётся верным своей жене. Над ним любят насмехаться, но Миккиясу остаётся непоколебимым. Не обладает особыми талантами, может программировать. Редко встречается.
Сэйю: Иссэй Футамата
Капитан Синобу Нагумо (яп. 南雲 しのぶ Нагумо Синобу) — офицер полиции, и капитан первого отдела. Очень профессиональный и компетентный член полиции, является явной противоположностью Гото. Хотя со стороны кажется холодной, она всегда готова протянуть руку помощи команде SV2. Говорит, что Гото гораздо более квалифицированный полицейский, чем кажется.
Сэйю: Ёсико Сакакибара
Сержант Цутому Гомиока (яп. 五味丘 務 Гомиока Цутому) — один из трудовых пилотов 1 раздела. Хороший пилот, даже лучше, чем остальные пилоты из 2 раздела.
Сэйю: Акио Оцука
Шеф Сэйтаро Сакаки (яп. 榊 清太郎 Сакаки Сэйтаро:) — механик 2 раздела, и высокий специалист по лейборам, злится, когда члены 2 отряда ломают свои лейборы, даже когда не очень сильно, постоянно угрожая, что выбросит всю механику. В течение всей жизни был механиком, но признаётся, что ему тяжело справляться с бесконечно-модернизирующейся техникой.
Сэйю: Осаму Сака
Шеф Сиба Сигэо (яп. シバ シゲオ Сиба Сигэо) — второй механик 2 раздела после Сакаки. Должен заменить его, когда тот уйдёт на пенсию. Очень серьёзно относится к свой работе и не расслабляется. Дружит с Сигэ и Асумой.
Сэйю: Сигэру Тиба
Детектив Такахиро Мацуи (яп. 松井 孝弘) — спокойный и холодный человек, уважает Гото. Помогает ему в расследованиях, когда Гото не может справиться с этим.
Сэйю: Томомити Нисимура
Бадринат Харчанд — 15-летний мальчик из Индии, любит компьютерные игры. Также талантливый пилот и член организации «Гриффон». Считает Ноу своим главным противником.
Сэйю: Такума Гоно
Ричард Вон (яп. リチャード・王 Ритядо Ван) — руководитель одного из экспериментальных подразделений по трудовому развитию. Он был вовлечен в ряд событий и инцидентов в Гонконге, до приезда в Японию.
Сэйю: Хиротака Судзуоки
Куросаки (яп. 黒崎) — правая рука Ричард. Более серьёзный, чем Вон. Появляется только в аниме-сериале.
Сэйю: Такая Хаси

## Список экранизаций

### Полнометражные фильмы
- Полиция будущего (1989)

После установки новой операционной системы многие Лейборы в Токио стали выходить из под контроля, нанося большой урон. Незадолго до этих событий программист, работающий над системой новой ОС, кончает жизнь самоубийством. Асума должен найти связь между этими событиями и предотвратить надвигающуюся катастрофу.
- WXIII: Patlabor (2002)

Действие происходит через год после событий первого фильма. 2 детектива расследуют таинственное исчезновение пропавших учёных, работающих над проектом генной инженерии. В отличие от остальных произведений, здесь представлены другие персонажи.
- Полиция будущего: Восстание (1993)

Действие происходит в 2001—2002 годах. Группа террористов захватывает системы Сил самообороны Японии, разжигая панику среди населения. В стране объявлено военное положение. Полицейские лишаются своих лейборов и решают провести собственное расследование для предотвращения государственного переворота. Данный фильм отводит роботов на второй план, проводя параллели с реальной политический ситуацией и Японии и США и их роли в войнах.

### Сериалы
- Patlabor: аниме-сериал

Сюжет описывает различные приключения команды SV2, которые ведут борьбу против организации «Гриффин».
- Mobile Police Patlabor P-Series

Сюжет описывает события, происходящие в промежуточное время между финальными сериями аниме-сериала.
- Minipato

Состоит из трёх коротких частей. Является пародией на франшизу Patlabor, все персонажи тут представлены в тиби-форме и сделаны из картона.
- Полиция Будущего: Новое поколение

Научно-фантастический сериал, часть франшизы Patlabor. Он был произведен Tohokushinsha и распространен кинокомпанией Shochiku. Он состоит из драматического сериала и фильма.

## Лицензии
Практически все экранизации Patlabor были выпущены в США, за исключением манги и романов. Все полнометражные мультфильмы переведены на английский язык. Компании Madman Entertainment принадлежат права на распространения фильмов на территории Австралии и Ново-Зеландии и будучи связанной с компаниями Tohokushinsha Film и Manga Entertainment лишила прав компанию Bandai на дубляж фильмов. В 2011 году компания Madman Entertainment объявила, что приобрела права на ранний OVA-сериал, но через короткое время без объяснения причин перенесла выпуск серий на неопределенное время.
Компания Maiden Japan (при сотрудничестве Section23 Films) приобрела лицензию она OVA-сериал и выпустила его 30 апреля 2013 года на DVD и Blu-ray изданиях. Также компания приобрела права на аниме-сериал и собирается его выпускать 16 июля 2013 года.

## Компьютерные игры
По мотивам аниме и манги были выпущены следующие игры для определённых игровых приставок:
- Kidō Keisatsu Patlabor (Famicom Disk System — 24 января 1989 г.)
- Kidō Keisatsu Patlabor (Game Boy — 25 августа 1990 г.)
- Kidō Keisatsu Patlabor: 98-Shiki Kidou Seyo! (Mega Drive — 23 октября 1992 г.)
- Kidō Keisatstsu Patlabor: Griffon-hen (Turbo CD — 30 сентября 1993 г.)
- Kidō Keisatsu Patlabor (Super Famicom — 22 апреля 1994 г.)
- Kidō Keisatsu Patlabor: Game Edition (PlayStation — 30 ноября 2000 г.)
- Patlabor: Come Back Mini-Pato (PlayStation Portable — 2 ноября 2005 г.)

## Экранизация
Во время токийской международной аниме-ярмарки 2012 года, представители японской компании Tohokushinsha Film, заявили, что планируют снять полнометражную ленту по мотивам аниме и манги Patlabor, фильм был намечен к выпуску на 2014 год.